# كايلوبوغون
كايلوبوغون (بالإنجليزية: Cheilopogon) وهي من جنس السمك الطائر.

## الأصناف
هنالك 29 صنف معروف في هذا الجنس.